# Monte Bonifato
Der Monte Bonifato ist ein Berg im Nordwesten von Sizilien im Freien Gemeindekonsortium Trapani. Sein höchster Punkt liegt auf 825 m s.l.m.

## Daten und Geschichte
Der Berg ist bekannt für seinen Kiefernwald und das Naturreservat Bosco di Alcamo. An den Hängen des Bergreliefs fand man eine frühgeschichtliche Nekropole und Spuren einer antiken Siedlung. Die Überreste einer Zisterne und einem Tor zeigen, dass hier auch eine Grenzmauer existiert haben könnte. Auf der Oberseite des Berges sind außerdem Reste einer Burg mit vier Türmen zu sehen, die im späten 14. Jahrhundert von der Familie Ventimiglia erbaut wurde, die zu dieser Zeit Lehnsherren im Gebiet von Alcamo waren.
Am Fuß des Berges liegt die Stadt Alcamo. Bis zum Anfang der 1900er Jahre wuchsen auf dem Berg nur ein paar Steineichen und Flaumeichen. In den 1930er Jahren begann die massive Aufforstung von Aleppo-Kiefern, welche heute den größten Teil der Oberseite des Berges bedecken. Den Berg und das dazugehörige Naturreservat erreicht man nur durch eine Straße, an der zahlreiche Ferienwohnungen errichtet sind, vor allem zwischen der vierten und fünften Haarnadelkurve. Die Straße ist größtenteils beleuchtet; nur am letzten Abschnitt vor dem Naturreservat nicht.
Vom Gipfel aus hat man einen weiten Ausblick. Man kann die Berge von Palermo, die Insel Marettimo und an klaren Tagen sogar bis nach Ustica im Norden und zum Monte Cammarata im Südosten sehen.
Aufgrund der sengenden Temperaturen und des starken Scirocco-Windes kam es am 16. Juli 2023 auf der Südseite des Berges zu zahlreichen Bränden, die das Naturschutzgebiet Bosco d'Alcamo verwüsteten und 170 Hektar davon verschlangen. Erst nach vier Tagen war es dank des Einsatzes zahlreicher Feuerwehren und von Flugzeugen möglich, die verschiedenen Ausbrüche auf dem Berg endgültig zu löschen.

## Fossilienfunde
Zwischen dem Berg und der Stadt Alcamo gibt es ein beeindruckendes Travertin-Vorkommen, das fast bis zur Erschöpfung abgebaut wurde, um neue Platten für den Bau der Gebäude der Stadt und des Umlandes herzustellen. Die Steinbrüche sind jedoch auch ein wichtiger Standort für die Paläontologie, weil in einem der Steinbrüche in Travertin eingebettete Reste von Sizilianischen Zwergelefanten und die versteinerten Eier einer großen Schildkröte entdeckt wurden. Diese beiden Funde werden aktuell im Museo Geologico Gemmellaro in Palermo aufbewahrt. Außerdem entdeckte man eine mittelgroße Art der Elefanten, den elephas mnaidriensis, der in der Pleistozän lebte.

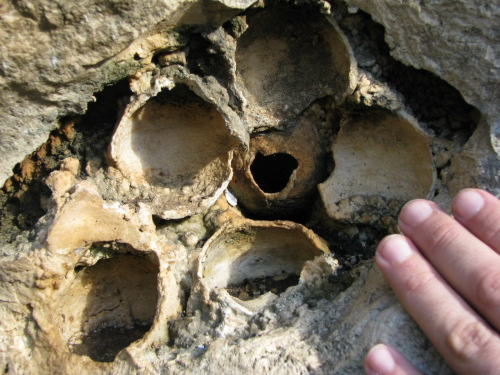
Versteinerte Eier einer Schildkröte